# Eda Tuğsuz
Eda Tuğsuz (ur. 27 marca 1997 w Antalyi) – turecka lekkoatletka specjalizująca się w rzucie oszczepem, olimpijka (2021, 2024).
W 2013 była siódma na igrzyskach śródziemnomorskich, zajęła 5. miejsce podczas mistrzostw świata juniorów młodszych oraz zwyciężyła w olimpijskim festiwalu młodzieży Europy. W 2014 bez awansu do finału startowała na mistrzostwach świata juniorów oraz zajęła 3. miejsce w finale B podczas igrzysk olimpijskich młodzieży w Nankinie. Ósma zawodniczka juniorskich mistrzostw Europy (2015).
Złota medalistka mistrzostw Turcji oraz reprezentantka kraju na drużynowych mistrzostwach Europy.
Rekord życiowy: 67,21 (18 maja 2017, Baku) – rekord Turcji seniorów i młodzieżowców.

## Osiągnięcia
| Rok  | Impreza                                               | Miejsce    | Lokata               | Wynik |
| ---- | ----------------------------------------------------- | ---------- | -------------------- | ----- |
| 2013 | Igrzyska śródziemnomorskie                            | Mersin     | 7. miejsce           | 48,87 |
| 2013 | Mistrzostwa świata juniorów młodszych                 | Donieck    | 5. miejsce           | 51,56 |
| 2013 | Olimpijski festiwal młodzieży Europy                  | Utrecht    | 1. miejsce           | 56,61 |
| 2014 | Zimowy puchar Europy w rzutach                        | Leiria     | 13. miejsce (U-23)   | 49,25 |
| 2014 | Kwalifikacje Europy do igrzysk olimpijskich młodzieży | Baku       | 1. miejsce           | 58,96 |
| 2014 | Mistrzostwa świata juniorów                           | Eugene     | el. – 21. miejsce    | 48,19 |
| 2014 | Igrzyska olimpijskie młodzieży                        | Nankin     | 3. miejsce (Finał B) | 48,48 |
| 2015 | Zimowy puchar Europy w rzutach                        | Leiria     | 6. miejsce (U-23)    | 53,04 |
| 2015 | I liga drużynowych mistrzostw Europy                  | Heraklion  | 6. miejsce           | 52,78 |
| 2015 | Mistrzostwa Europy juniorów                           | Eskilstuna | 8. miejsce           | 51,82 |
| 2016 | Puchar Europy w rzutach                               | Arad       | 6. miejsce (U-23)    | 51,92 |
| 2016 | Mistrzostwa Europy                                    | Amsterdam  | 11. miejsce          | 56,97 |
| 2016 | Mistrzostwa świata juniorów                           | Bydgoszcz  | 3. miejsce           | 56,71 |
| 2017 | Puchar Europy w rzutach                               | Las Palmas | 2. miejsce (U-23)    | 60,98 |
| 2017 | Igrzyska solidarności islamskiej                      | Baku       | 1. miejsce           | 67,21 |
| 2017 | I liga drużynowych mistrzostw Europy                  | Vaasa      | 2. miejsce           | 57,48 |
| 2017 | Młodzieżowe mistrzostwa Europy                        | Bydgoszcz  | 4. miejsce           | 62,37 |
| 2017 | Mistrzostwa świata                                    | Londyn     | 5. miejsce           | 64,52 |
| 2017 | Uniwersjada                                           | Tajpej     | 4. miejsce           | 60,75 |
| 2018 | Puchar Europy w rzutach                               | Leiria     | 1. miejsce (U-23)    | 60,92 |
| 2018 | Mistrzostwa Europy                                    | Berlin     | el. – 16. miejsce    | 57,77 |
| 2019 | Puchar Europy w rzutach                               | Šamorín    | 3. miejsce           | 64,83 |
| 2019 | Uniwersjada                                           | Neapol     | 3. miejsce           | 59,75 |
| 2019 | Młodzieżowe mistrzostwa Europy                        | Gävle      | 2. miejsce           | 61,03 |
| 2019 | I liga drużynowych mistrzostw Europy                  | Sandnes    | 3. miejsce           | 54,92 |
| 2019 | Mistrzostwa świata                                    | Doha       | el. – 20. miejsce    | 58,28 |
| 2021 | Puchar Europy w rzutach                               | Split      | 6. miejsce           | 59,78 |
| 2021 | Igrzyska olimpijskie                                  | Tokio      | 4. miejsce           | 64,00 |
| 2022 | Igrzyska śródziemnomorskie                            | Oran       | 2. miejsce           | 59,30 |
| 2022 | Mistrzostwa świata                                    | Eugene     | el. –                | NM    |
| 2022 | Mistrzostwa Europy                                    | Monachium  | el. – 15. miejsce    | 56,33 |
| 2023 | Uniwersjada                                           | Chengdu    | 1. miejsce           | 59,05 |
| 2023 | Mistrzostwa świata                                    | Budapeszt  | el. –                | NM    |
| 2024 | Puchar Europy w rzutach                               | Leiria     | 2. miejsce           | 60,50 |
| 2024 | Mistrzostwa Europy                                    | Rzym       | el. – 20. miejsce    | 53,29 |
| 2024 | Igrzyska olimpijskie                                  | Paryż      | el. – 31. miejsce    | 55,30 |
| 2025 | Puchar Europy w rzutach                               | Nikozja    | 11. miejsce          | 52,51 |